# Aristosuchus
Aristosuchus foi descoberto na ilha de Wight, no sul da costa de Inglaterra. Era um dinossauro carnívoro, mas possivelmente não matava para conseguir carne: alimentava-se de restos de animais mortos por outros dinossauros. Media 2 metros de comprimento e tinha fortes patas providas de afiadas garras, o seu nome significa "o melhor crocodilo".